# Ostharzer Rotliegendes

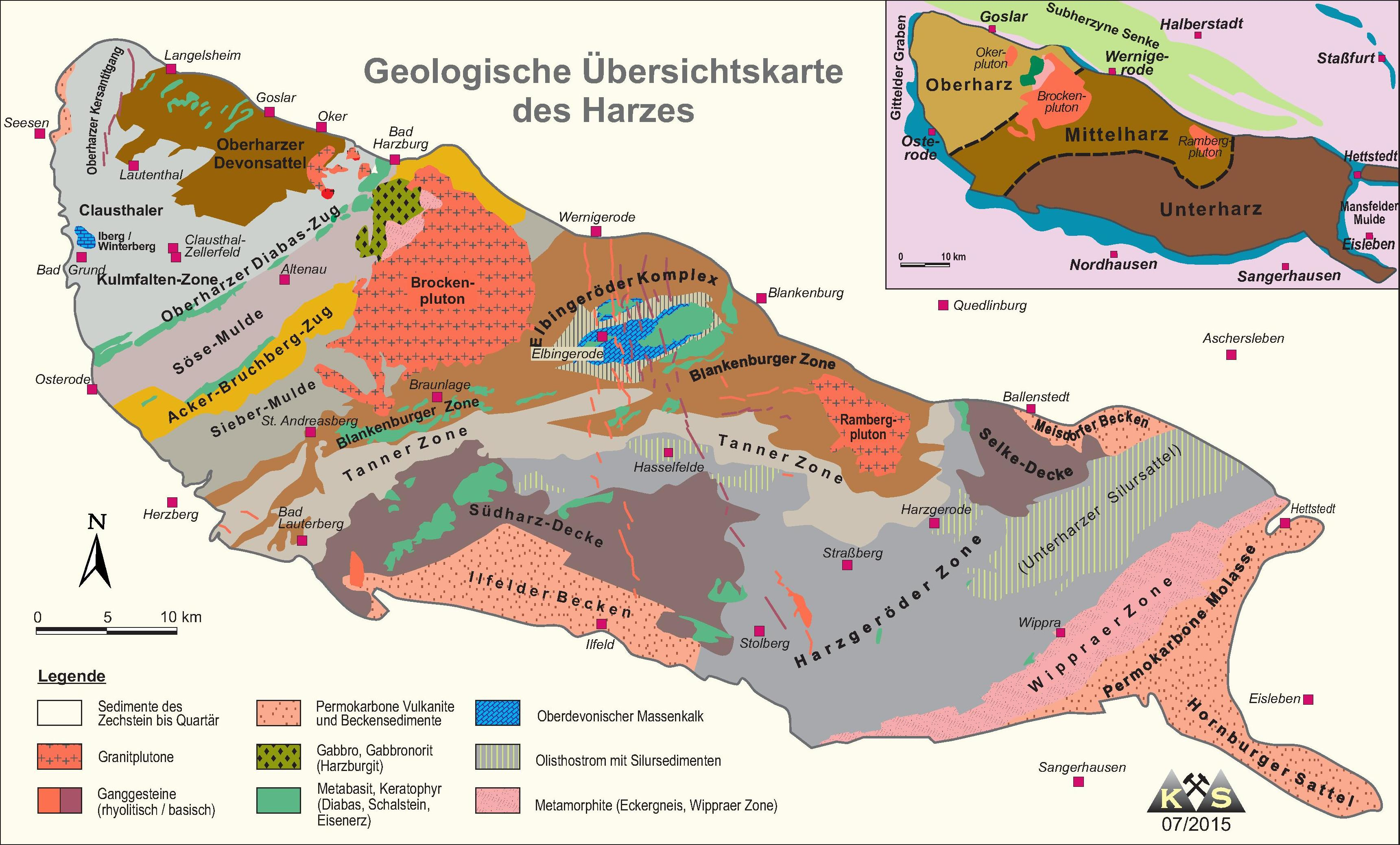
Geologische Übersichtskarte des Harzes (K. Stedingk, Landesamt für Geologie und Bergwesen Sachsen-Anhalt)

Das Ostharzer Rotliegende ist ein Rotliegendbecken im Südosten des Harzes.
Es überlagert die oberkarbonischen Grillenberger und Mansfelder Schichten diskordant.
Eingesenkte große Rotliegend becken im Harz sind auch das Ilfelder Becken, das Meisdorfer Becken und das Westharzer Rotliegende (bei Seesen – Neuekrug).